# 당신이 잠든 사이 (2011년 드라마)
《당신이 잠든 사이》는 2011년 5월 16일부터 2011년 11월 9일까지 방영된 SBS 일일 드라마이다.

## 기획 의도
분만 사고로 얽힌 두 부부의 가족 간에 펼쳐질 운명과 사랑을 담은 드라마

## 등장인물

### 주요 인물
- 이창훈 : 채혁진(37세) 역 - 현성의 남편, 푸드레시 법무팀장, 상무
- 최원영 : 윤민준(35세) 역 - 신영의 남편, 식품회사 상품기획팀 직원
- 오윤아 : 고현성(35세) 역 - 병원 산부인과 과장
- 이영은 : 오신영(29세) 역 - 식품 도시락 사업
- 강예솔 : 오신혜(24세) 역 - 신영의 입양 동생, 혁진의 내연녀

### 혁진의 주변 인물
- 정동환 : 채대필(66세) 역 - 혁진의 아버지, 식품대기업 회장
- 박준금 : 장 여사(55세) 역 - 혁진의 새어머니
- 백민현 : 채우진(25세) 역 - 혁진의 이복동생, 푸드레시 상품기획팀

### 민준의 주변 인물
- 송옥숙 : 나필분(55세) 역 - 민준의 어머니, 고등학교 학생주임
- 김하균 : 윤황구(53세) 역 - 민준의 아버지, 떡집 운영, 신숙희와 고향친구
- 이성열 : 윤소준(17세) 역 - 민준의 늦둥이 동생, 고교 모범생
- 안지현 : 맹현주(19세) 역 - 소준의 여자친구, 고등학생, 내레이터모델 아르바이트

### 현성의 주변 인물
- 김학철 : 고경호(59세) 역 - 현성의 아버지
- 안해숙 : 이해자(56세) 역 - 현성의 어머니
- 김진우 : 채환희(6세) 역 - 민준과 현성의 아들

### 신영의 주변 인물
- 이덕희 : 신숙희(53세) 역 - 신영의 어머니, 신혜의 양어머니

## 경쟁 프로그램
- 우리집 여자들 (KBS 1TV)
- 몽땅 내 사랑 (MBC)
- 하이킥! - 짧은 다리의 역습 (MBC)
- 남자를 믿었네 (MBC)
- 불굴의 며느리 (MBC)
- 당신 뿐이야 (KBS 1TV)

## 참고 사항
- 소유진이 오신영 역에 캐스팅되었으나 스케줄로 인해 거절하자 이영은으로 결정되었다.[1][2]
- 극중 윤소준 역을 맡은 인피니트의 맴버 이성열의 배우 데뷔작이기도 하다

## 지역 민방 뉴스예고
드라마가 끝난뒤인 주중에는 7시 50분경부터 방송되며.주말에는 방송하지 않는다
| 방송국 | 프로그램 타이틀     | 주중 진행자 | 방송국 | 프로그램 타이틀     | 주중 진행자 |
| ------ | ------------------- | ----------- | ------ | ------------------- | ----------- |
| G1     | G1 뉴스 820 예고    | 허혜림      | JTV    | JTV 뉴스&뉴스 예고  | 강주형      |
| KNN    | KNN 뉴스아이 예고   | 김보라      | TJB    | TJB 8시 뉴스 예고   | 이승현      |
| ubc    | ubc 프라임뉴스 예고 | 김명미      | CJB    | CJB 종합뉴스 예고   | 정미소      |
| kbc    | kbc 8시 뉴스 예고   | 김지형      | TBC    | TBC 프라임뉴스 예고 | 성유미      |
| JIBS   | JIBS 종합뉴스 예고  | 김민경      |        |                     |             |